# Phaenochitonia sophistes
Phaenochitonia sophistes är en fjärilsart som beskrevs av Bates 1868. Phaenochitonia sophistes ingår i släktet Phaenochitonia och familjen Riodinidae. Inga underarter finns listade i Catalogue of Life.